# Roh Ogura
Roh Ogura, (japonès: 小倉 朗, Ogura Rō; 19 de gener 1916 - 26 d'agost de 1990) va ser un compositor i escriptor japonès.
Va néixer a Fukuoka i va viure a Tòquio i Kamakura. Primer va estudiar música Moderna Francesa amb Shiro Fukai i Tomojiro Ikenouchi. Després va estudiar amb Joseph Rosenstock, que va viure entre 1895 i 1985, la manera de dirigir les Simfonies de Beethoven i es va interessar molt per la música clàssica alemanya. Va escriure moltes simfonies i va acabar sent anomenat "Orugahms". Finalment va arribar a un punt mort i va abandonar la major part de les seves obres.
Gradualment, es va anar interessant per Bartók. Finalment, va assentar unes noves bases i va començar a escriure la seva música original inspirada en cançons tradicionals japoneses i antigues cançons de bressol. També va ser un escriptor prolífic i va publicar diversos llibres. En el darrer període de la seva vida es va dedicar apassionadament a la pintura a l'oli.
Va ser amic de Minoru Matsuya (1910-1995) i professor d'harmonia i composició del seu fill Midori Matsuya (1943-1994). També va ser professor d'Hiroaki Zakoji (1958-1987).

## Obres
- 1937 Sonatina per a piano
- 1953 Suite de dansa per a dos pianos
- 1953 Suite de dansa per a orquestra
- 1954 Quartet de Corda en Si
- 1957 Cinc Moviments sobre Cançons Populars Japoneses per Orquestra
- 1958 Nou Peces sobre Cançons Infantils de la Regió de Togoku, per cor femení a cappella
- 1959 Burlesc per a orquestra
- 1960 Sonatina per a violí i piano
- 1963 Sonatina per a orquestra de corda
- 1966 Composició I per a piano
- 1968 Composició II per a piano
- 1968 Simfonia en Sol
- 1971 Concert per a violí i orquestra
- 1972 Composició per a orquestra de corda
- 1975 Composició en La sostingut per a orquestra
- 1977 Composició per a flauta, violí i piano
- 1980 Concert per a violoncel i orquestra